# Michel Ier (roi de Roumanie)
Pour les articles homonymes, voir Michel Ier.
Michel Ier (en roumain : Mihai I), né le 25 octobre 1921 à Sinaia (Roumanie) et mort le 5 décembre 2017 à Aubonne (Suisse), est le roi de Roumanie du 20 juillet 1927 au 8 juin 1930 puis du 6 septembre 1940 jusqu'à son abdication le 30 décembre 1947.

## Biographie

### Généalogie
Michel Ier est arrière-arrière-petit-fils de la reine Victoria du Royaume-Uni (et donc arrière-arrière-arrière-petit-neveu du roi Léopold Ier de Belgique), cousin au troisième degré de la reine Élisabeth II du Royaume-Uni, des rois Juan Carlos Ier d'Espagne, Charles XVI Gustave de Suède, Harald V de Norvège et de la reine Margrethe II de Danemark. Enfin, sa grand-mère paternelle est la cousine germaine de Nicolas II par son arrière-grand-mère Maria Alexandrovna de Russie.

### Jeunesse et premier règne (1921-1940)
Michel Ier est né à Sinaia en Roumanie, fils du prince héritier Carol et de la princesse née Hélène de Grèce, et petit-fils du roi Ferdinand Ier, qui règne à l'époque. C'est un des descendants de Christian IX surnommé le « beau-père de l'Europe », son arrière-arrière-grand-père maternel.
Lorsque le prince Carol quitte le pays avec sa maîtresse Magda Lupescu, renonçant pour cela à ses droits à la Couronne le 28 décembre 1925, les autorités désignent comme héritier le petit Michel qui n'a que 4 ans.
Il monte à cinq ans sur le trône de Roumanie le 20 juillet 1927, à la mort de Ferdinand Ier, sous une régence composée de son oncle, le prince Nicolas, du patriarche Miron Cristea et de Gheorghe Buzdugan, président de la Cour de cassation. La régence laisse le parlement gouverner jusqu'au 8 juin 1930, quand son père Carol revient en Roumanie, soutenu par le mouvement carliste, insatisfait de l'inefficacité du régime parlementaire face à l'agitation extrémiste. Carol II se proclame lui-même roi en désignant Michel comme prince héritier, suspend la constitution, forme un Front de la renaissance (Frontul Renașterii) appelé dictature carliste dont l'armée et la gendarmerie mènent une véritable guerre civile contre la Garde de fer (mouvement d'extrême droite xénophobe et antisémite) : assassinats ciblés et fusillades de rue ne sont pas rares. Le 5 septembre 1940, le gouvernement pro-nazi du maréchal Ion Antonescu monte un coup d'État contre le roi Carol II qu'il considère comme anti-allemand. Antonescu force Carol II à abdiquer en faveur de son fils le 6 septembre 1940 et à quitter le pays ; il proclame Michel roi.

### Second règne (1940-1947)
Michel Ier monte donc sur le trône de Roumanie pour la seconde fois, à 18 ans, mais n'exerce aucun pouvoir : il sert de paravent légitimiste au régime Antonescu. Il aurait dit à sa grand-mère : « J'ai appris à ne pas dire ce que je pense et à sourire à ceux que je hais le plus »[citation nécessaire]. Toujours est-il qu'il protège les anciens dirigeants démocrates assignés à résidence comme Iuliu Maniu et Ion Brătianu lorsqu'ils protestent contre la politique d'Antonescu et qu'il favorise la Résistance roumaine en sous-main, allant jusqu'à couvrir l'aviateur Constantin « Bâzu » Cantacuzène, qui exfiltre les pilotes alliés tombés en Roumanie, ou à fournir des moyens de communication et une garde à la mission clandestine inter-alliée (mission Autonomous du SOE) à Bucarest,,.

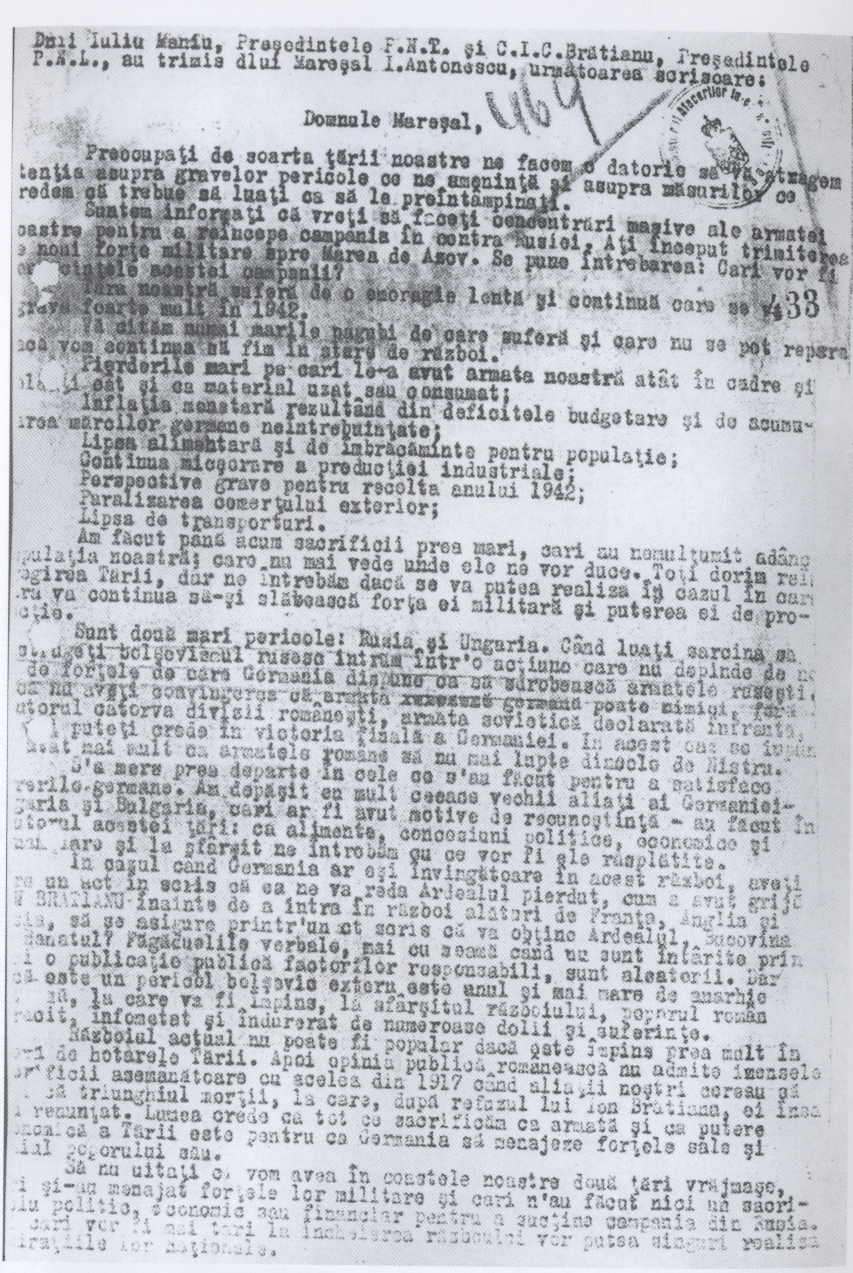
Le mémoire des chefs de l'opposition démocratique Iuliu Maniu et Ion Brătianu à Antonescu (1942) contre l'engagement de l'armée roumaine en territoire soviétique.

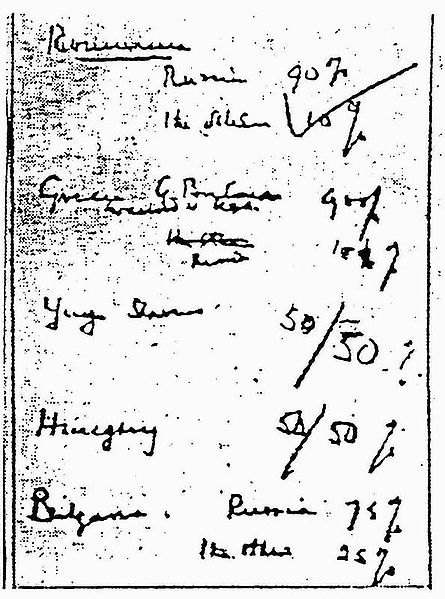
Conservé à la Bildarchiv der Österreichischen Nationalbibliothek de Vienne, le fameux « accord des pourcentages » contresigné par Churchill et Staline à Moscou le 9 octobre 1944.

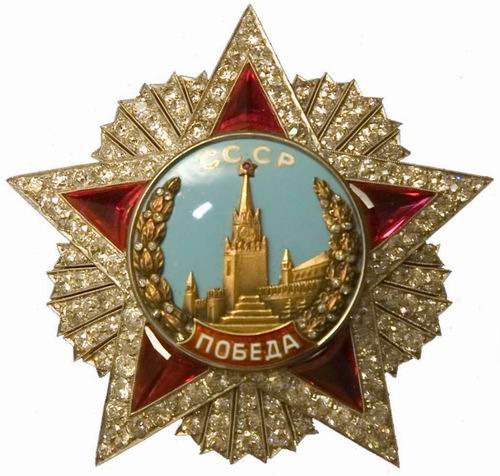
L'ordre soviétique de la Victoire décerné à Michel Ier par Staline.

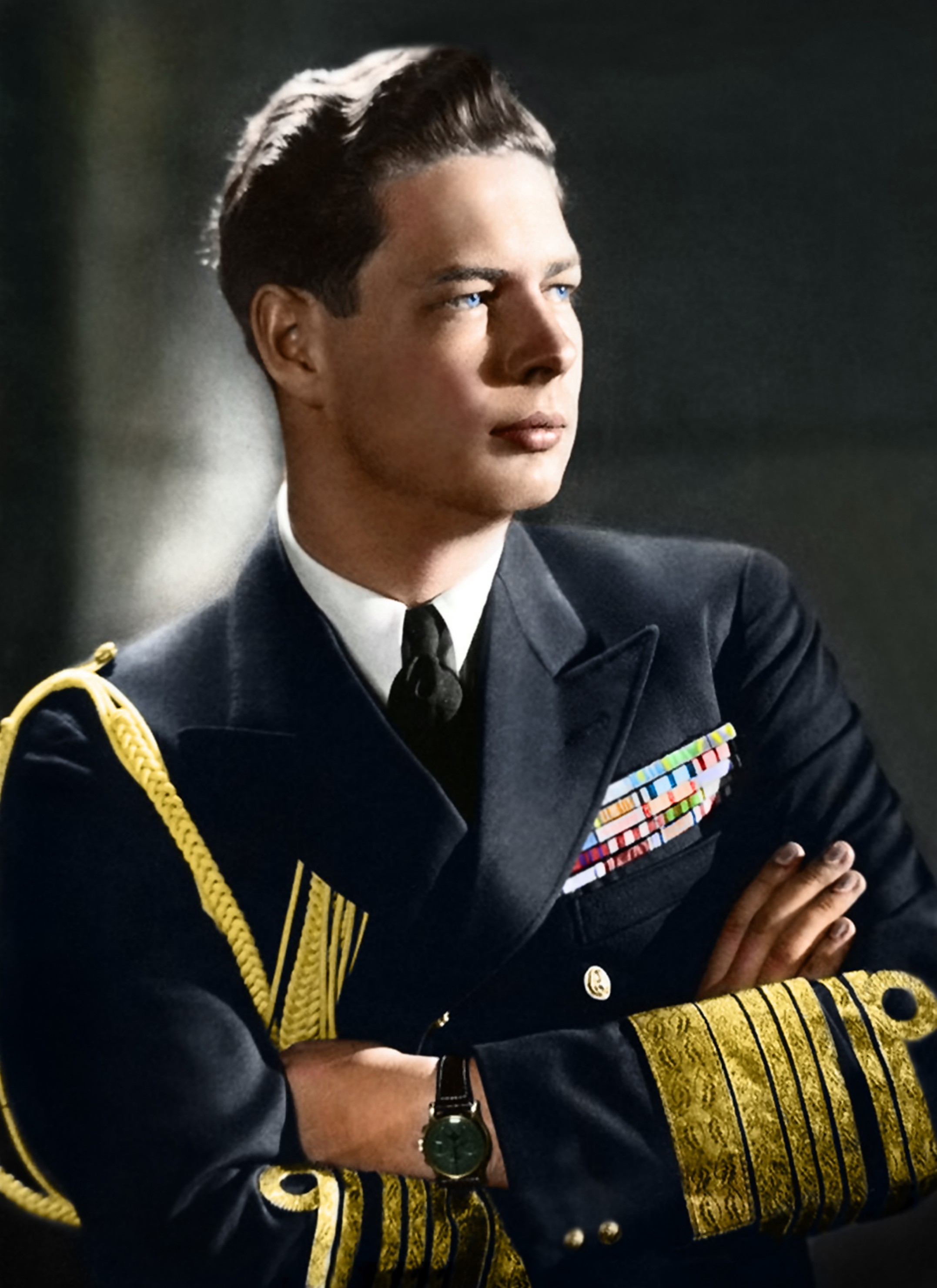
Le roi Michel Ier peu avant son abdication.

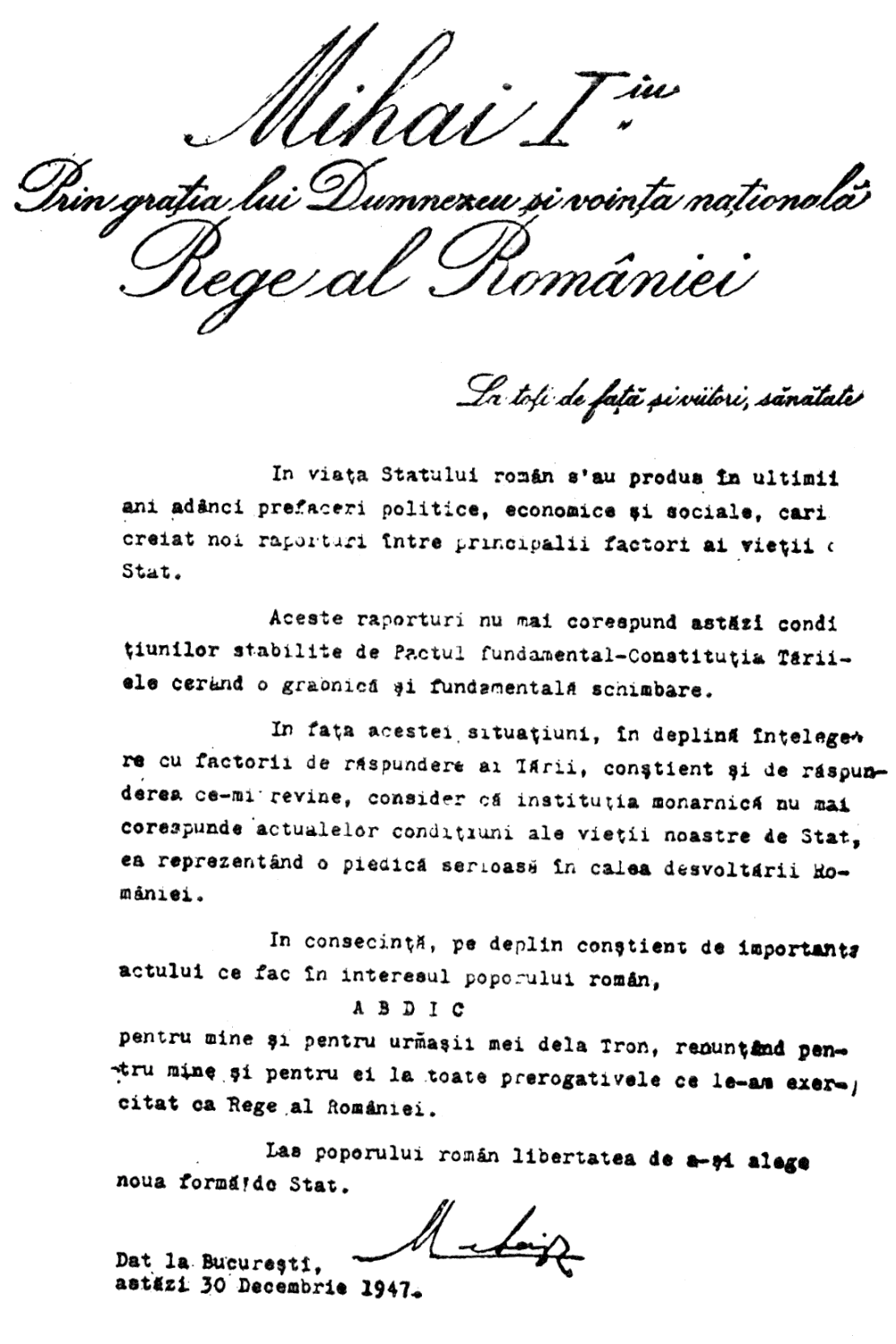
Acte d'abdication du roi Michel de 1947.

Le 23 août 1944, alors que l'Armée rouge est déjà en Roumanie orientale, le roi et les hommes politiques pro-Alliés montent un coup d'État contre Antonescu qui est emprisonné. Michel Ier proclame alors la loyauté de la Roumanie vis-à-vis des Alliés, déclare la guerre à l'Allemagne nazie et ouvre le pays à l'Armée rouge, ce qui n'empêche pas l'Union soviétique d'attendre jusqu'au 12 septembre pour accorder l'armistice, afin d'occuper la Roumanie comme une puissance ennemie vaincue, non comme un pays allié.
Le 6 mars 1945, un coup d'État communiste, soutenu par les services soviétiques, force le roi à nommer un gouvernement pro-soviétique. Sous ce régime, le roi apparaît de nouveau comme un pantin, cette fois de l'Union soviétique qui lui décerne l'ordre de la Victoire. Le roi ignore alors que le sort de son pays avait été scellé le 9 octobre 1944, lorsque lors de la conférence de Moscou les Alliés l'avaient abandonné à Staline en échange de l'abandon par celui-ci de tout soutien à la résistance communiste grecque (prête, après avoir vaincu les nazis, à résister aux Britanniques). Le 21 août, en guise de protestation contre le gouvernement de Petru Groza, le Roi s'est mis en grève. Pendant cela, le Roi a refusé de promulger toutes les lois émise sous le régime pro-soviétique. En réponse, le gouvernement Groza a appliqué les lois sans la promulgation du Roi Michel. En décembre, la grève royale est devenu l'un des sujets de discussion de la conférence trilatérale entre le Royaume-Unis, les États-Unis, et l'URSS. Les grandes puissances trouveront une solution de compromis: l'accueil des représentants des partis démocratiques au sein de gouvernement.
Le 30 décembre 1947, les communistes, en menaçant de s'en prendre aux étudiants qui manifestaient en sa faveur, forcent le roi à abdiquer avant de s'exiler, abolissent la monarchie en Roumanie et proclament la République populaire roumaine. L'acte d'abdication précise que « la monarchie est devenue un sérieux obstacle au développement de la Roumanie [et que le monarque] laisse au peuple roumain la liberté de se choisir une nouvelle forme d'État » alors même que le Parti communiste roumain avait déjà mis en place sa dictature et que le choix entre plusieurs possibilités avait disparu.

### Vie civile (1947-2017)
Devenu citoyen danois après que la République populaire roumaine lui eut retiré sa nationalité, Michel Ier s'installe au Royaume-Uni, puis en Suisse où il travaille pour la société d'équipements aéronautiques Learjet.
Michel Ier revient en Roumanie en décembre 1990, un an après la libération de 1989, pour aller se recueillir sur la tombe de sa famille à Curtea de Argeș, mais le gouvernement post-communiste de Ion Iliescu et de Petre Roman craint la pression des étudiants et des démocrates, alors nombreux à percevoir une restauration monarchiste comme un moyen de contrebalancer le pouvoir de la nomenklatura. Michel Ier a beau déclarer ne vouloir « ni provoquer ni encourager l'agitation politique », il est reconduit manu militari à la frontière en pleine nuit ; le jour suivant, des manifestants sont pourtant tabassés ou arrêtés, reproduisant la situation que le roi avait déjà connue quarante-trois ans plus tôt, lorsque le pouvoir communiste menaçait de s'en prendre violemment à ses partisans s'il refusait d'abdiquer,. « Si le peuple veut que je revienne, bien sûr, je reviendrai, mais les Roumains ont subi assez de souffrances pour avoir le droit d'être consultés sur leur avenir », déclare alors l'ancien roi, que la télévision qualifie de « prétendant ». La consultation, réclamée par ses partisans, n'a jamais eu lieu.
Le président Ion Iliescu est assez rassuré pour permettre à Michel Ier de revenir en Roumanie en 1992, lors des célébrations de Pâques. Or, à Bucarest, plus d'un million de personnes se rassemblent pour l'acclamer, ce qui alarme le gouvernement. Michel Ier est alors interdit de séjour pendant cinq ans.
Depuis 1997, Michel Ier et sa famille ont donné au gouvernement roumain assez de gages de bonne volonté pour qu'après l'arrivée du nouveau président Emil Constantinescu, l'État rende la citoyenneté roumaine à Michel et sa famille, ce qui leur permet d'aller et venir à leur guise en Roumanie. Le gouvernement roumain, le considérant désormais comme un ancien chef d'État, lui rétrocède une partie des anciennes propriétés royales (château de Peleș, manoirs à Săvârșin et à Bucarest), au grand dam de dizaines de milliers de petits propriétaires qui, depuis 1990, attendent toujours la rétrocession de leurs terrains ou immeubles, en se ruinant en frais de justice.
Michel Ier connaît un certain regain de popularité lors de son 90e anniversaire, le 25 octobre 2011, lorsqu'il est invité à prononcer un discours devant les deux chambres du parlement. Au cours de ce discours, boudé par le président de la République, Traian Băsescu, et par le Premier ministre, Emil Boc, mais qui a fait une bonne audience à la télévision, l'ancien monarque a appelé la classe politique roumaine à montrer l'exemple, de sorte que le pays puisse « retrouver dignité et respect sur la scène internationale ». Le 25 octobre 2012, une place de Bucarest prend son nom, en raison de l'accueil favorable que la population réserve à Michel Ier lors de ses séjours en Roumanie. Les royalistes n'ont que très peu d'impact sur la politique roumaine, et le président du Sénat, Crin Antonescu, émet le souhait d'un rétablissement de la monarchie, constitutionnelle, en 2012.
Le roi vit avec son épouse entre Aubonne, en Suisse, et la Roumanie, jusqu'au 1er mars 2016, lorsqu'il publie un communiqué dans lequel il annonce se retirer de la vie publique. Son médecin lui a alors diagnostiqué un carcinome épidermoïde avec métastases et une leucémie chronique,. Le décès de son épouse Anne, le 1er août 2016, l'affecte profondément. Il meurt le 5 décembre 2017, à l'âge de 96 ans.
À sa mort, la Roumanie décrète trois jours de deuil national. Ses obsèques sont célébrées le 16 décembre 2017, en la basilique patriarcale de Bucarest ; une foule de milliers de personnes se rassemble sur la place de la Révolution. Des représentants de plusieurs familles royales d'Europe sont présents, notamment le prince Charles du Royaume-Uni, le roi émérite Juan Carlos d'Espagne et la reine Sophie, le grand-duc Henri de Luxembourg, le roi Charles XVI Gustave de Suède et la reine Silvia, l'ex-roi Siméon II de Bulgarie, la reine Anne-Marie, épouse de l'ex-roi Constantin II de Grèce, le prince Alexandre de Serbie, la princesse Astrid de Belgique et son époux Lorenz d'Autriche-Este. Il est inhumé en la nouvelle cathédrale de Curtea de Argeș.

### Particularités et intérêts personnels
À l'âge de 16 ans, il provoque la mort d'un cycliste alors qu'il conduisait une voiture. L'incident est censuré dans la presse roumaine, mais se retrouve dans les registres officiels de censure et est, par ailleurs, confirmé par les Mémoires de l'ancien Premier ministre Constantin Argetoianu,.
Dans les années 1930, Michel de Roumanie est le chef des Cercetașii României, organisme de scoutisme en Roumanie. Il est passionné de voitures, en particulier des jeeps militaires,. Il s'intéresse également aux avions et travaille comme pilote d'essai pendant son exil,.
Peu après la Seconde Guerre mondiale, il s'intéresse aussi au Réarmement moral, qui lui avait été présenté par son cousin germain, le prince Richard de Hesse-Cassel. Après 1956, lui et la reine Anne effectuent de nombreuses visites au centre de conférence du Réarmement moral de Caux.

## Famille et succession
L'ancien roi Michel appartient à la lignée de Hohenzollern-Sigmaringen, issue de la quatrième branche, elle-même issue de la première branche de la Maison de Hohenzollern. Cette lignée appartient à la branche souabe de la dynastie de Hohenzollern qui a pour ascendant Burchard Ier de Zollern.
Le 30 décembre 2007, Michel Ier, qui n'est plus un souverain régnant depuis le 30 décembre 1947, signe un acte privé de nouveau « statut », appelé « Lois fondamentales de la famille royale de Roumanie », afin de remplacer l'ancien statut officiel, basé sur la loi salique et les articles 77 et 78 de la Constitution roumaine de 1923 (en vigueur à la chute de la monarchie). D'après ce « statut », la succession se ferait selon le principe de la primogéniture avec préférence masculine,. Selon ce nouveau « statut », la fille aînée de l'ancien roi, Margareta, est, toujours selon les desiderata de son père, première dans l'ordre de succession et porte les titres de courtoisie de « princesse héritière de Roumanie » et « gardienne de la Couronne de Roumanie ».
En outre, le 30 décembre 2007, l'ex-roi accorde le titre de courtoisie de « prince de Roumanie » avec prédicat d'« altesse royale » à Radu Duda, époux de la « princesse » Margareta, ce qui provoque les quolibets des médias roumains (son nom, Duda, signifie « mûre » et par extension « nunuche » ; d'autre part, ancien acteur issu de la nomenklatura communiste, même le parti monarchiste PNȚCD ne veut pas de lui comme monarque en cas de restauration). De plus, le prince Charles-Frédéric, alors futur chef de la maison de Hohenzollern-Sigmaringen, a critiqué en 2009 la décision de son père (le prince Frédéric-Guillaume, aîné des descendants du frère aîné du roi Carol Ier) qui avait conféré à Duda le titre de « prince de Hohenzollern-Veringen », qualifiant cette titulature de farce. En 2004, le prince Charles-Frédéric avait demandé sans résultat à Duda de cesser d'user du nom de Hohenzollern-Veringen.
Le 29 octobre 2014, pour différentes raisons liées à des affaires judiciaires, l'ancien roi déclare retirer à sa troisième fille Irina et à sa descendance leurs titres et prédicats de courtoisie ainsi que leurs places supposées dans l'ordre de succession.[réf. souhaitée]
De même, le 1er août 2015, il déclare exclure de l'ordre de succession au trône et priver de ses titres et prédicats de courtoisie son petit-fils Nicholas, fils d'Elena. Dans son communiqué, l'ancien roi justifie sa décision en expliquant que selon lui, la Roumanie a besoin d'un monarque marqué par la modestie et les principes moraux. Le choix de Michel Ier cause la stupeur parmi les soutiens de la monarchie et provoque l'apparition de nombreuses rumeurs concernant les causes réelles de la mise à l'écart de Nicholas. D'après la biographe Marlene Eilers Koenig, l'exclusion de Nicholas de la succession royale serait en réalité due à la naissance d'un enfant hors mariage issu d'une relation d'un soir avec Nicoleta Cirjan.

### Descendance et succession
En juin 1948, il épouse la princesse Anne de Bourbon-Parme, rencontrée au mariage d'une cousine commune, la princesse Élisabeth du Royaume-Uni. Ce mariage, entre le souverain orthodoxe déchu Michel et la princesse catholique Anne-Marie, leur donne cinq filles.
En vertu du statut de 2007 (annexe I), la famille royale et l'ordre de succession sont définis ainsi : 
- Michel Ier
  - 1. la princesse Margareta de Roumanie (née en 1949), gardienne de la Couronne roumaine, fille aînée de l'ancien roi Michel Ier et de la reine Anne. En 1996, elle a épousé Radu Duda (né en 1960), titré prince de Hohenzollern-Veringen en 1999, puis prince de Roumanie avec prédicat d'altesse royale en 2007. Elle succède à son père qui renonce à toute activité politique et se retire de la vie publique le 1er mars 2016.
  - 2. la princesse Elena de Roumanie (née en 1950), deuxième fille du roi déchu, héritière présomptive de la princesse Margareta. Elle a épousé 1°) en 1983, Pr Leslie Robin Medforth-Mills (1942-2002) dont elle a divorcé en 1991 ; 2°) en 1998, Alexander Philipps Nixon McAteer (né en 1964).
    - Nicholas de Roumanie Medforth-Mills (né en 1985), fils de la princesse Elena et de Robin Medforth-Mills. Titré prince de Roumanie avec qualification d'altesse royale le 1er avril 2010, jour de son 25e anniversaire, il est déchu de son titre et de sa place dans l'ordre de succession par son grand-père le 1er août 2015.
    - 3. Elisabeta Karina de Roumanie Medforth-Mills (née en 1989), fille de la princesse Elena et de Robin Medforth-Mills.

  - Irina de Roumanie (1953), troisième fille de l'ex-roi. Elle a épousé 1°) en 1984 John Kreuger (né en 1945), fils de Torsten Kreuger, dont elle a divorcé en 2003 ; 2°) en 2007, John Wesley Walker (1945-2024).
    - Michael Torsten de Roumanie Kreuger (né en 1985), fils de la princesse Irina, marié à Tara Maria Littlefield.
      - Kohen Kreuger (né en 2012).

    - Angelica Margareta de Roumanie Kreuger (née en 1986), fille de la princesse Irina, mariée en 2009 à Richard Robert Knight.
      - Courtney Bianca Knight (née en 2007).
      - Diana Knight (née en 2011).

  - 4. la princesse Sofia de Roumanie (née en 1957), quatrième fille de l'ancien roi. En 1998, elle a épousé Alain Biarneix (né en 1957).
    - 5. Elisabeta-Maria Biarneix (née en 1999), fille de la princesse Sofia.

  - 6. la princesse Marie de Roumanie (née en 1964), cinquième fille du roi déchu. En 1995, elle a épousé Kazimierz Wiesław Mystkowski (né en 1958) dont elle a divorcé en 2003[42].

### Dispute dynastique
Le roi Ferdinand Ier avait demandé à son fils aîné Carol (futur Carol II) de divorcer de son épouse roturière Zizi Lambrino et, devant son refus, a fait annuler civilement ce mariage en 1919. Cette annulation controversée est à l'origine de la dispute dynastique des Hohenzollern de Roumanie, entre la branche aînée représentée par Paul-Philippe de Hohenzollern, Paul de Roumanie selon lui-même, et la branche cadette représentée par son oncle, l'ex-roi Michel, dont la descendance considère qu'il ne peut s'appeler que Paul-Philippe Lambrino et que le titre de prince ne peut lui être reconnu. Bien qu'il n'y ait pas d'enjeu de pouvoir, de fortune ou de trône, aucune tentative de conciliation n'a abouti.

## Concert commémoratif
À l'occasion de la mort de Michel Ier le 5 décembre 2017, le chef d'orchestre allemand Matthias Manasi a dirigé un concert commémoratif diffusé en direct dans le monde entier le 8 décembre 2017 avec l'Orchestre national de la radio roumaine et le Chœur académique de la Radio roumaine au Sala Radio de la Société roumaine de radiodiffusion à Bucarest, le 8 décembre 2017. Matthias Manasi a dirigé le Requiem de Gabriel Fauré avec les solistes Veronica Anușca et Ștefan Ignat, ainsi que des compositions de Ludwig van Beethoven, Ernest Chausson et Jules Massenet avec le violoniste roumain Alexandru Tomescu comme soliste.

## Titres, honneurs et prix

### Titres
- 21 octobre 1921 - 28 décembre 1925 : Son Altesse Royale le prince Michel de Roumanie, prince de Hohenzollern-Sigmaringen (naissance) ;
- 28 décembre 1925 - 20 juillet 1927 : Son Altesse Royale le prince héritier, prince de Hohenzollern-Sigmaringen ;
- 20 juillet 1927 - 8 juin 1930 : Sa Majesté le roi ;
- 8 juin 1930 - 6 septembre 1940 : Son Altesse Royale le prince héritier, prince d'Alba Iulia, prince de Hohenzollern-Sigmaringen
- 6 septembre 1940 - 30 décembre 1947 : Sa Majesté le roi ;
- 30 décembre 1947 - 5 décembre 2017 : Sa Majesté le roi Michel Ier.

### Honneurs
- Belgique : chevalier grand-croix ordre de Léopold Ier[46]
- France
  -  Famille royale d'Orléans-France : chevalier grand-croix avec collier de l'ordre royal de Saint Lazare[46]
  -  France : grand-croix de ordre de la Légion d'honneur[46]
- Famille royale de Grèce : chevalier grand-croix de ordre royal du Rédempteur[46]
- Famille royale de Grèce : chevalier grand-croix avec Collier de ordre royal des Saints Georges et Constantin[46],[47]
- Famille royale de Grèce : chevalier grand-croix de ordre royal de Georges Ier[46]
- Famille royale de Grèce : chevalier de décoration royale de la maison royale grecque, 1re classe[46],[48]
- Famille royale italienne : chevalier grand collier de ordre royal suprême de la Très Sainte Annonciade[46]
- Famille royale italienne : chevalier grand cordon de ordre royal des Saints Maurice et Lazare[46]
- Famille royale italienne : chevalier grand cordon de ordre royal de la Couronne[46]

- Ordre souverain de Malte : Bailli grand-croix chevalier de justice de ordre souverain de Malte[46],[49]

- Pologne : grand-croix de ordre de l'Aigle blanc[46],[50],[51]
- Russie
  -  Famille impériale de Russie : chevalier grand cordon avec collier de ordre impérial de Saint-André[46]
  -  Union soviétique : grand officier de ordre de la Victoire, 1re classe[46],[52]
- Royaume-Uni : chevalier grand-croix de ordre royal de Victoria[46],[53],[54]
- États-Unis : commandeur chef de la Legion of Merit[46]
- Famille royale de Yougoslavie : chevalier grand cordon de ordre royal de l'Étoile de Karađorđe[46]
- Famille royale de Yougoslavie : chevalier grand cordon de ordre royal de Saint Sava[46]